# Oxidercia lepraota
Oxidercia lepraota là một loài bướm đêm trong họ Noctuidae.